# Косовско-эритрейские отношения
Косовско-эритрейские отношения — двусторонние дипломатические отношения между частично признанным государством Республикой Косово и Эритреей.

## История
4 сентября 2008 года директор Европейско-американского отделения Министерства Иностранных Дел Эритреи Цехай Фассил заявил, что его правительство еще не решило, признает ли оно независимость Косово.
В сентябре 2011 года сообщалось, что президент Эритреи Исайяс Афеворки положительно относится к признанию независимости Косово.
В апреле 2014 года министр иностранных дел Эритреи Осман Салех Мохаммед заявил, что Эритрея поддерживает право Косово на самоопределение, и что Эритрея будет работать над улучшением дипломатических отношений с Косово.